# Видар Орн Кяртансон
Видар Орн Кяртансон (на исландски: Viðar Örn Kjartansson) е исландски футболист, който играе на поста централен нападател. Състезател на КА Акурейри.

## Кариера
Кяртансон е бивш играч на Селфос, ИБВ, Филкир, Волеренга, Цзянсу Сунинг, Малмьо, Макаби Тел Авив, Ростов, Хамарби, Рубин Казан, Йени Малатияспор и Атромитос.
На 2 юли 2023 г. Видар е обявен за ново попълнение на ЦСКА 1948. Дебютира на 15 юли при победата с 2:1 като гост на Левски (София).

## Национална кариера
На 9 септември 2014 г. Видар Орн дебютира в официален мач за националния отбор на Исландия, при победата с 3:0 като домакин на националния отбор на Турция, в среща от квалификациите за Европейското първенство по футбол през 2016 г.

## Успехи
Цзянсу Сунинг
- Купа на Китай (1): 2015

 Малмьо
- Алсвенскан (1): 2016

 Макаби Тел Авив
- Тото Къп Лигат Ал (1): 2017/18

### Индивидуални
- Голмайстор на Беста дейлд – (1): 2013
- Голмайстор на Типелиген – (1): 2014
- Голмайстор на Лигат ха'Ал – (1): 2017